# Засс Ростислав Васильович

Збірки віршів Р. Засса

Ростисла́в Васи́льович Засс (1 вересня 1940, с. Постійне, Костопільського району Рівненської області — 22 серпня 1999, с. Деражне) — український поет, прозаїк, публіцист.

## Життєпис
Народився в родині робітника базальтового кар'єру «Янова долина».
Закінчив Деражненську середню школу, служив в армії, навчався у Львівському державному університеті ім. І. Франка. Був на викладацькій роботі.

### Автор поетичних збірок
- «Колокола в груди» (1972),
- «Радуги в росе» (1982),
- «Травостой» (1987),

збірників архівних документів та матеріалів (у співавторстві):
- «Ровно 700 років» (1983),
- «Ровенщина в роки Великої Вітчизняної війни Радянського Союзу. 1941—1945» (1989).

Друкувався зі статтями і віршами у журналі «Дзвін», тижневику «Літературний Львів», рівненських газетах.
В останні роки життя мешкав у Львові.